# Kazuhiro Tsuji
Kazuhiro Tsuji (辻 一弘, Tsuji Kazuhiro) é um maquiador e especialista em efeitos visuais japonês. Foi indicado ao Oscar de melhor maquiagem e penteados por Click (2006) e Norbit (2007), e venceu pelos filmes Darkest Hour (2017) e Bombshell (2019).

## Filmografia
- Sweet Home (1989)
- Hachi-gatsu no Kyōshikyoku (1991)
- Minbo (1992)
- Critical Care (1997)
- Men in Black (1997)
- The Devil's Advocate (1997)
- Nutty Professor II: The Klumps (2000)[1]
- Life (1999)
- Wild Wild West (1999)
- How the Grinch Stole Christmas (2000)
- Planet of the Apes (2001)
- Men in Black II (2002)
- The Haunted Mansion (2003)
- Hellboy (2004)
- Blade: Trinity (2004)
- The Ring Two (2005)
- Click (2006)
- Norbit (2007)
- The Curious Case of Benjamin Button (2008)
- Angels & Demons (2009)
- Transformers: Revenge of the Fallen (2009)
- G.I. Joe: The Rise of Cobra (2009)
- Salt (2010)
- TRON: Legacy (2010)
- Hemingway & Gellhorn (2012)
- Total Recall (2012)
- Looper (2012)
- The Place Beyond the Pines (2012)
- Darkest Hour (2017)